# Accord de libre-échange centre-européen
Institutions
L'Accord de libre-échange centre-européen (en abrégé ALECE ; en anglais Central European Free Trade Agreement, CEFTA) est un accord économique entre des pays du Sud-Est de l'Europe. À l'origine complément économique du groupe de Visegrád (V4), l'ALECE a pour objectif de faciliter l'intégration de ses membres dans l'Union européenne et dans l'OTAN. Formé en 1992, il s'est plusieurs fois élargi jusqu'en 2007, mais a également perdu des membres en 2004, 2007 et 2013 lorsque ceux-ci ont intégré l'Union européenne.

## Membres
L'Accord de libre-échange centre-européen est signé le 21 décembre 1992 par la République tchèque, la République de Hongrie, la République de Pologne et la République slovaque,. Il entre en vigueur le 1er mars 1993,. De ce fait, la République tchèque et la République slovaque faisaient encore partie de la Tchécoslovaquie lors de la signature, mais étaient devenues indépendante lors de son entrée en vigueur, la Tchécoslovaquie ayant été dissoute lors du passage à l'an 1993.
L'accord est amendé le 11 septembre 1995 à Brno, en République tchèque,.
En 1996, la Slovénie adhère à l'association. Elle est suivie en 1997 par la Roumanie, en 1999 par la Bulgarie et en 2002 par la Croatie. L'organisation compte alors huit membres.
L'accord est de nouveau amendé le 4 juillet 2003 à Bled, en Slovénie,.
Le 1er mai 2004, la Hongrie, la Pologne, la Tchéquie, la Slovaquie et la Slovénie adhèrent à l'Union européenne (UE) et quittent l'ALECE, qui ne compte plus qu'alors trois membres (Roumanie, Bulgarie et Croatie). La Macédoine (renommée Macédoine du Nord en 2019) devient membre en 2006.
Le 6 avril 2006, lors du sommet des Premiers ministres de l'Europe du Sud-Est à Bucarest, une déclaration commune sur l'élargissement de l'ALECE est adoptée. Le 19 décembre 2006, l'« Accord sur l'amendement de et l'adhésion à l'Accord de libre-échange centre-européen » est signé lors du sommet des Premiers ministres de l'Europe du Sud-Est à Bucarest,. Cet accord acte l'adhésion de l'Albanie, de la Bosnie-Herzégovine, de la Moldavie, du Monténégro, de la Serbie et de « la Mission d'administration intérimaire des Nations unies au Kosovo au nom du Kosovo conformément à la résolution 1244 du Conseil de sécurité des Nations Unies ». La Bulgarie et la Roumanie quittent l'Accord et rejoignent l'Union européenne le 1er janvier 2007. L'accord amendé entre en vigueur le 1er mai 2007, avec alors huit membres au sein de l'ALECE. Par ailleurs, lors de ce sommet, l'hypothèse d'une adhésion future de l'Ukraine est évoquée[réf. nécessaire].
En 2013, la Croatie adhère à son tour à l'UE et quitte l'ALECE.
À partir du 9 octobre 2024, le Kosovo est représenté à l'ALECE par ses propres institutions et officiels et non plus par la MINUK.
De façon générale, tous les anciens membres ont quitté l'ALECE lors de leur adhésion à l'UE.
Ses membres actuels sont l'Albanie, la Bosnie-Herzégovine, la Macédoine du Nord, la Moldavie, le Monténégro, la Serbie et le Kosovo (sous administration spéciale de la MINUK). Ces États ont en commun d'avoir subi de graves crises économiques et des conflits armés au cours des années 1990 et après la dislocation de la Yougoslavie et de l'URSS, qui ont grandement mis à mal leurs structures politiques, sociales et économiques. Leurs frontières sont parfois contestées et de nombreux différends bilatéraux et tensions ethniques perdurent même après le début des années 2010,.
| Membres            | Membres            | Dates d'adhésion | Dates d'adhésion | Date de retrait |
| ------------------ | ------------------ | ---------------- | ---------------- | --------------- |
| Pologne            | Pologne            | 1992             | 1992             | 2004            |
| Hongrie            | Hongrie            | 1992             | 1992             | 2004            |
| Tchécoslovaquie    | Tchéquie           | 1992             | 1993             | 2004            |
| Tchécoslovaquie    | Slovaquie          | 1992             | 1993             | 2004            |
| Slovénie           | Slovénie           | 1996             | 1996             | 2004            |
| Roumanie           | Roumanie           | 1997             | 1997             | 2007            |
| Bulgarie           | Bulgarie           | 1999             | 1999             | 2007            |
| Croatie            | Croatie            | 2002             | 2002             | 2013            |
| Macédoine du Nord  | Macédoine du Nord  | 2006             | 2006             |                 |
| Bosnie-Herzégovine | Bosnie-Herzégovine | 2007             | 2007             |                 |
| Moldavie           | Moldavie           | 2007             | 2007             |                 |
| Serbie             | Serbie             | 2007             | 2007             |                 |
| Monténégro         | Monténégro         | 2007             | 2007             |                 |
| Albanie            | Albanie            | 2007             | 2007             |                 |
| Kosovo             | Kosovo             | 2007             | 2007             |                 |

Évolution de l'ALECE (en jaune) et de l'Union européenne (en bleu) entre 1992 et 2013.
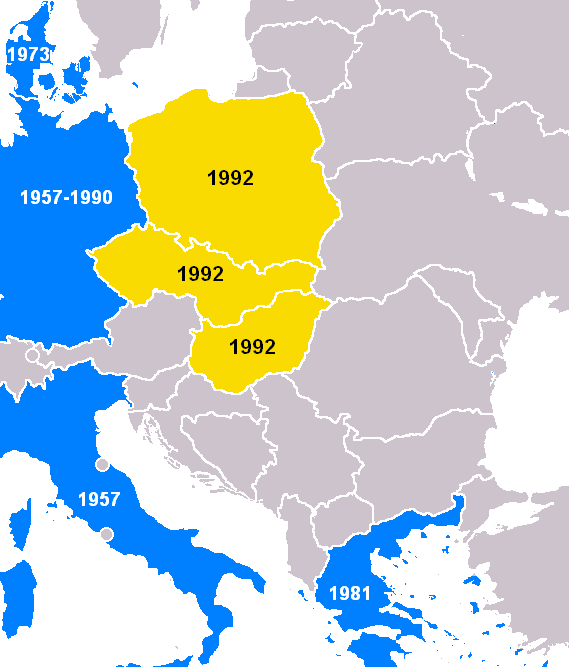
L'ALECE en 1992.
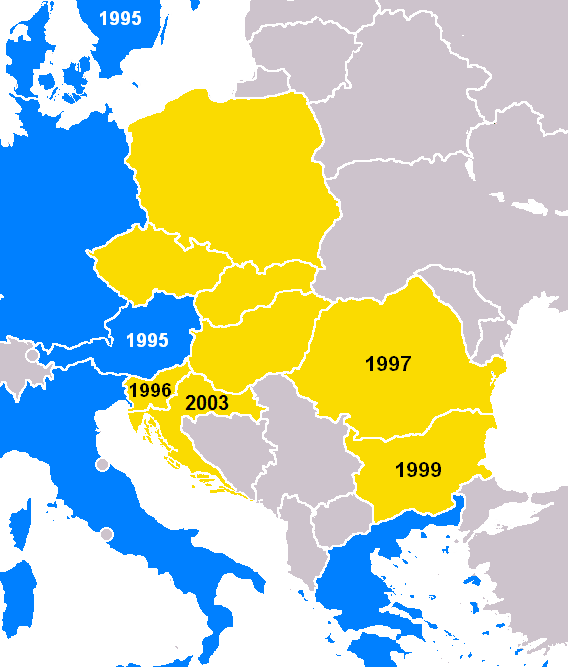
L'ALECE en 2003.
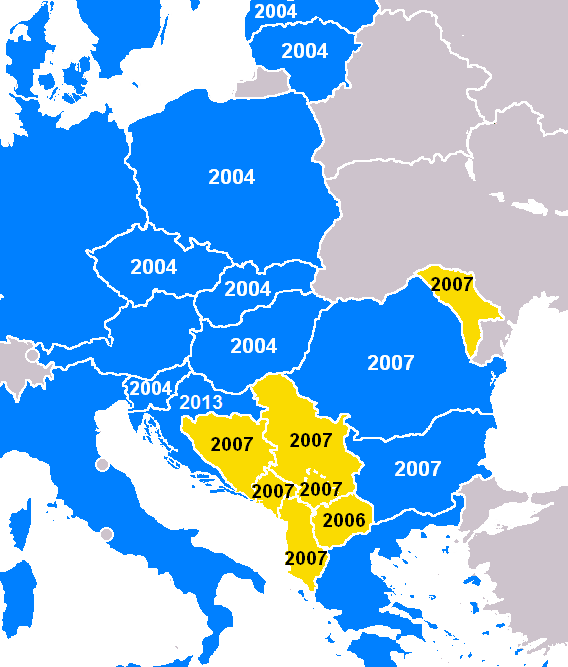
L'ALECE en 2013.

## Critères d'adhésion
Les prérequis de la déclaration de Poznań (25 novembre 1994) :
- Être membre de l'Organisation mondiale du commerce (OMC).
- Avoir un accord de stabilisation et d'association (ASA) avec l'Union européenne et une promesse d'adhésion.
- Avoir le consentement de tous les pays de l'ALECE dans le but d'ouvrir les négociations sur l’établissement d'accords bilatéraux de libre-échange.

Depuis le sommet de Zagreb en 2005, les critères ont été modifiés :
- Être membre de l'OMC ou tenir l'engagement de respecter toutes les régulations de l'OMC.
- Avoir un ASA avec l'Union européenne.
- Avoir le consentement de tous les pays de l'ALECE dans le but d'ouvrir les négociations sur l’établissement d'accords bilatéraux de libre-échange.

## Pays qui ont rompu l'accord
En novembre 2018, pour la 1re fois de son histoire, le Kosovo, qui avait admis les règles de l'Accord de libre-échange centre-européen, les a rompues en appliquant une taxe de 100 % sur les produits importés de Serbie et de Bosnie-Herzégovine, deux autres États membres de l'association,,. Federica Mogherini a déclaré que les tarifs douaniers du Kosovo constituaient une "violation manifeste" des accords de l’ALECE,.

## Présidence
La présidence est annuelle et tournante entre les États membres :
- 2007 :  Macédoine
- 2008 :  Moldavie
- 2009 :  Monténégro
- 2010 :  Serbie
- 2011 :  Kosovo/MINUK
- 2012 :  Albanie
- 2013 :  Bosnie-Herzégovine
- 2014 :  Macédoine
- 2015 :  Moldavie
- 2016 :  Monténégro
- 2017 :  Serbie
- 2018 :  Kosovo/MINUK
- 2019 :  Albanie
- 2020 :  Bosnie-Herzégovine
- 2021 :  Macédoine du Nord
- 2022 :  Moldavie
- 2023 :  Monténégro
- 2024 :  Serbie
- 2025 :  Kosovo[14]

## Attributions
Les processus de coordination entre États membres du CAEM avaient disparu avec la dissolution de cette organisation planificatrice. L'ALECE se veut être une structure temporaire de remplacement, appelée à s'effacer à terme, ayant pour objectif d'aider ses membres à développer des mécanismes de coopération économique et à intensifier leurs échanges commerciaux, jusqu'à leur intégration progressive à l'Union européenne.

## Réalisation
L'ALECE s'est concrétisé en trois étapes principales :
- en 1993, les pays membres supprimèrent les droits de douane des produits qui n'affectaient pas leurs économies nationales ;
- en 1994, ils décidèrent la réduction des taxes de un tiers par année sur les produits manufacturés ;
- en 1997 finalement, ils décidèrent d'abaisser les taxes sur les produits affectant leurs économies nationales, (tels que l'acier, et le textile) et de réduire de 10 % par année les taxes sur les produits agricoles.

## Conséquences
On a observé une hausse des échanges mais sans que cela représente un résultat économique significatif une fois rapporté à l'accroissement du commerce des pays de la région à l'international. Entre 2000 et 2006, le commerce régional dans les Balkans occidentaux a triplé, et la progression, même si elle reste symbolique, démontre la capacité de ces pays à coopérer en matière économique, et à se rapprocher dans ce domaine des exigences posées pour une éventuelle adhésion à l'Union européenne.
Dans les années 2010, les Balkans occidentaux réalisent 67 % de leurs échanges économiques avec l'UE ; pour la Moldavie, l'UE compte pour 49 % dans ses échanges extérieurs ; cette prédominance du commerce avec les pays de l'UE se retrouve aussi dans les IDEs qui proviennent principalement de pays d'Europe occidentale dans le sens « pays développés vers pays en développement ». Les échanges intra-régionaux au sein d'une région peu développés par rapport aux pays d'Europe occidentale restent modestes et expliquent en partie le soutien renouvelé de la Commission européenne pour stabiliser et développer la région au travers de sa stratégie pour les Balkans occidentaux mise en place en 2017.